# Новая (городской округ Солнечногорск)
Новая — деревня в Московской области России. Входит в городской округ Солнечногорск. Население — 854 чел. (2010).
В деревне есть медпункт, торговый центр, общеобразовательная средняя школа, центр развития ребёнка — детский сад № 77, почта.

## География
Деревня Новая расположена на севере Московской области, в западной части округа, на Пятницком шоссе Р111, примерно в 12 км к югу от города Солнечногорска, в 39 км к северо-западу от Московской кольцевой автодороги, рядом с Истринским водохранилищем.
В деревне 17 улиц, включая тупики и проезды, приписано 3 садоводческих некоммерческих товарищества. Связана прямым автобусным сообщением с Солнечногорском и Зеленоградом. Ближайшие населённые пункты — деревни Курилово и Полежайки.

## История
В «Списке населённых мест» 1862 года Покровское (Колычево) — владельческое село 2-го стана Звенигородского уезда Московской губернии по правую сторону тракта из Воскресенска в Клин, в 40 верстах от уездного города, при реке Катыше, с 22 дворами, православной церковью и 144 жителями (73 мужчины, 71 женщина).
По данным на 1890 год входило в состав Пятницкой волости Звенигородского уезда.
В 1913 году — 25 дворов, имение Жемчужниковой.
По материалам Всесоюзной переписи населения 1926 года — центр Новлянского сельсовета Пятницкой волости Воскресенского уезда Московской губернии, проживало 255 жителей (120 мужчин, 135 женщин), насчитывалось 45 хозяйств, среди которых 43 крестьянских.
С 1929 года — населённый пункт в составе Солнечногорского района Московского округа Московской области. Постановлением ЦИК и СНК от 23 июля 1930 года округа как административно-территориальные единицы были ликвидированы.
1929—1954 гг. — деревня Мелечкинского сельсовета Солнечногорского района.
1954—1959 гг. — деревня Куриловского сельсовета Солнечногорского района.
1959—1960 гг. — деревня Куриловского сельсовета Химкинского района.
1960—1963 гг. — деревня Куриловского (до 30.09.1960) и Обуховского сельсоветов Солнечногорского района.
1963—1965 гг. — деревня Обуховского сельсовета Солнечногорского укрупнённого сельского района.
1965—1987 гг. — деревня Обуховского сельсовета Солнечногорского района.
1987—1994 гг. — административный центр Соколовского сельсовета Солнечногорского района.
В 1994 году Московской областной думой было утверждено положение о местном самоуправлении в Московской области, сельские советы как административно-территориальные единицы были преобразованы в сельские округа.
С 1994 до 2006 гг. деревня входила в Соколовский сельский округ Солнечногорского района..
С 2005 до 2019 гг. деревня была центром Соколовского сельского поселения Солнечногорского муниципального района.
С 2019 года деревня входит в городской округ Солнечногорск, в рамках администрации которого деревня относится к территориальному управлению Соколовское.

## Образование
В деревне располагается одна средняя общеобразовательная школа и одно отделение дошкольного образования :
- МБОУ Лесные озера СОШ[15]
- МБДОУ Детский сад № 77[16]

## Население
| 1852 | 1859 | 1899 | 1926 | 1932 | 1994 | 1998 |
| ---- | ---- | ---- | ---- | ---- | ---- | ---- |
| 148  | ↘144 | ↗178 | ↗255 | ↘232 | ↗865 | ↗899 |
| 2002 | 2010 |      |      |      |      |      |
| ↗924 | ↘854 |      |      |      |      |      |